# Jean-Baptiste Pezet
Pour les articles homonymes, voir Pezet.
Pas d'image ? Cliquez ici

a Compétitions nationales et continentales officielles uniquement.

Jean-Baptiste Pezet, né le 17 janvier 1983 à Neuilly-sur-Seine, est un joueur français de rugby à XV qui évolue au poste de demi de mêlée.

## Biographie
Jean-Baptiste Pezet pratique le rugby à XV dès son plus jeune âge avant d'intégrer le centre de formation de l'AS Montferrand. Après un titre de champion de France junior en catégorie Reichel, il dispute ses premières rencontres avec l'équipe première de l'ASM Clermont lors de la saison 2005-2006 de Top 14.
Par la suite, il rejoint les Landes et évolue avec l'US Dax à partir de 2006, tout d'abord en Pro D2, avant de retrouver le Top 14.
Après la saison 2008-2009, il choisit de mettre un terme à sa carrière sportive professionnelle afin de privilégier sa reconversion extra-sportive. Il rejoint alors le club landais de la PS Tartas en division Honneur,. Par la suite, il occupe le double rôle d'entraîneur-joueur jusqu'à la saison 2013-2014, à l'issue de laquelle il quitte sa fonction d'entraîneur tout en mettant un terme à sa carrière de joueur.

## Palmarès
- Championnat de France de rugby à XV de 2e division :
  - Vainqueur des phases finales : 2007 avec l'US Dax.
- Championnat de France Reichel :
  - Champion : 2004 avec l'ASM Clermont.